# 國王峰
國王峰（Kings Peak）是美國猶他州的最高峰，海拔4,125公尺（13,534英尺）。國王峰位於猶他州東北、杜申縣北方的阿什利國家森林，是猶因塔山脈的最高峰。其地理位置約為鹽湖城正東方127公里（79英里）、杜申鎮正北方72公里（45英里）。
攀登國王峰主要有三條路線：東面攀登、通過北方山脊以及距離長但相對容易的南面。國王峰的名字是紀念克拉倫斯·金，美國地質調查局（USGS）的第一任局長與該區的測量員。
在不具專業的攀岩技巧和（或）引導而可以攀登下，國王峰被普遍認為是美國最難攀登的州最高峰。最簡路線來回29英里。

## 外部連結
- . SummitPost.org.
- Geology of Kings Peak（页面存档备份，存于）